# Elyssa (traghetto)
L'Elyssa è un Ro-Ro di proprietà della compagnia di navigazione tunisina CoTuNav.

## Servizio
Varato il 3 agosto 2000 nei cantieri navali Flensburger Schiffbau-Gesellschaft di Flensburgo e consegnato il 3 novembre successivo alla U.N. Ro-Ro e prende servizio sulla rotta merci tra Istanbul e Trieste.
Nel 2005 viene ceduto alla Norfolkline e successivamente all'unione con la Maersk, passa a quest'ultima è viene ribattezzato Maersk Voyager il 17 novembre dello stesso anno.

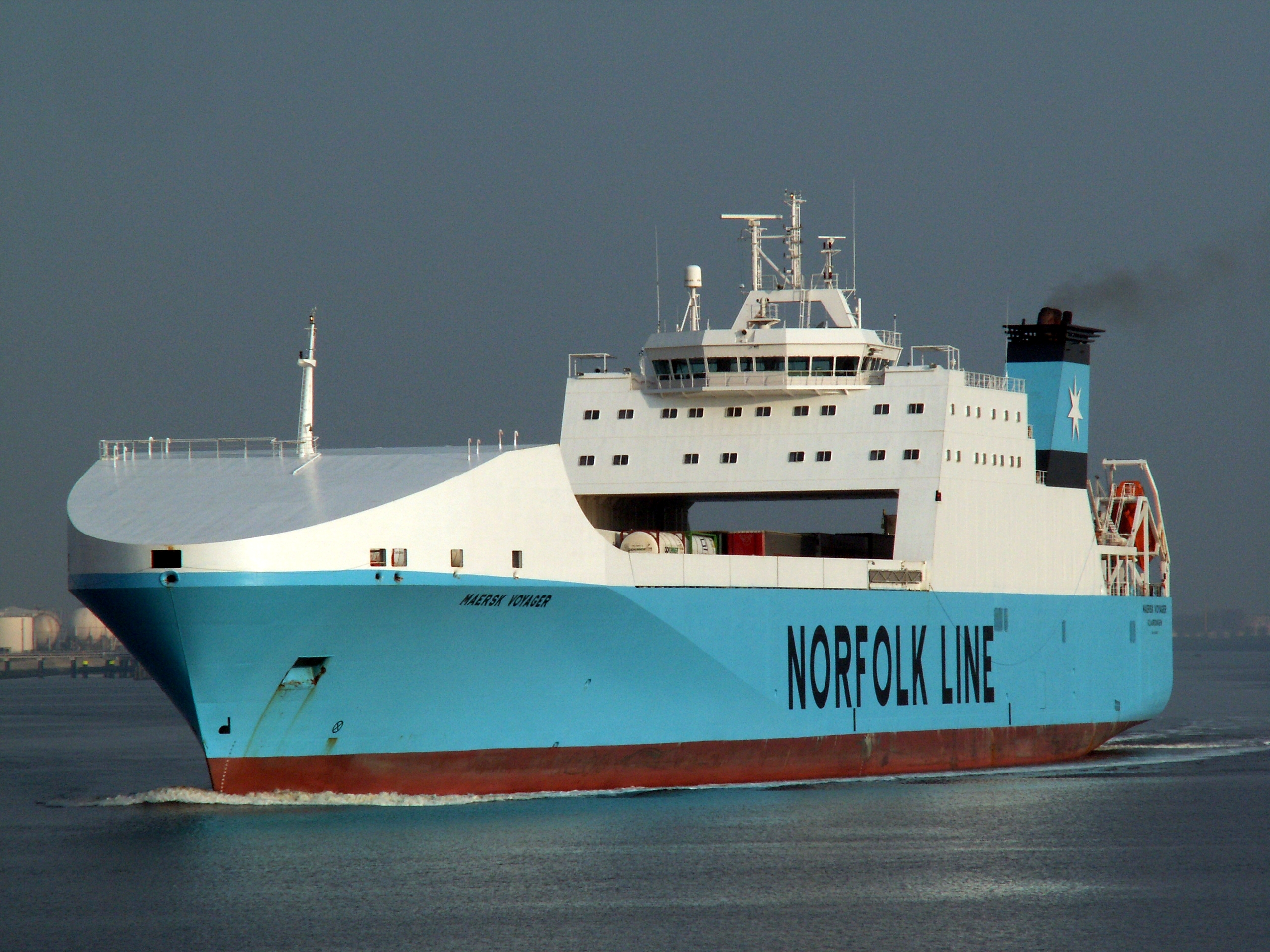
Il Maersk Voyager a Rotterdam nel 2006.

Nel 2006 viene noleggiato all'italiana BMMS sulla Ravenna-Augusta.
Da marzo al 24 settembre 2006 viene noleggiato alla Cobelfret e prende servizio il 2 ottobre tra Vlaardingen e Killingholme.
Nel settembre del 2009 viene inserito nei collegamenti tra Vlaardingen e Felixstowe.

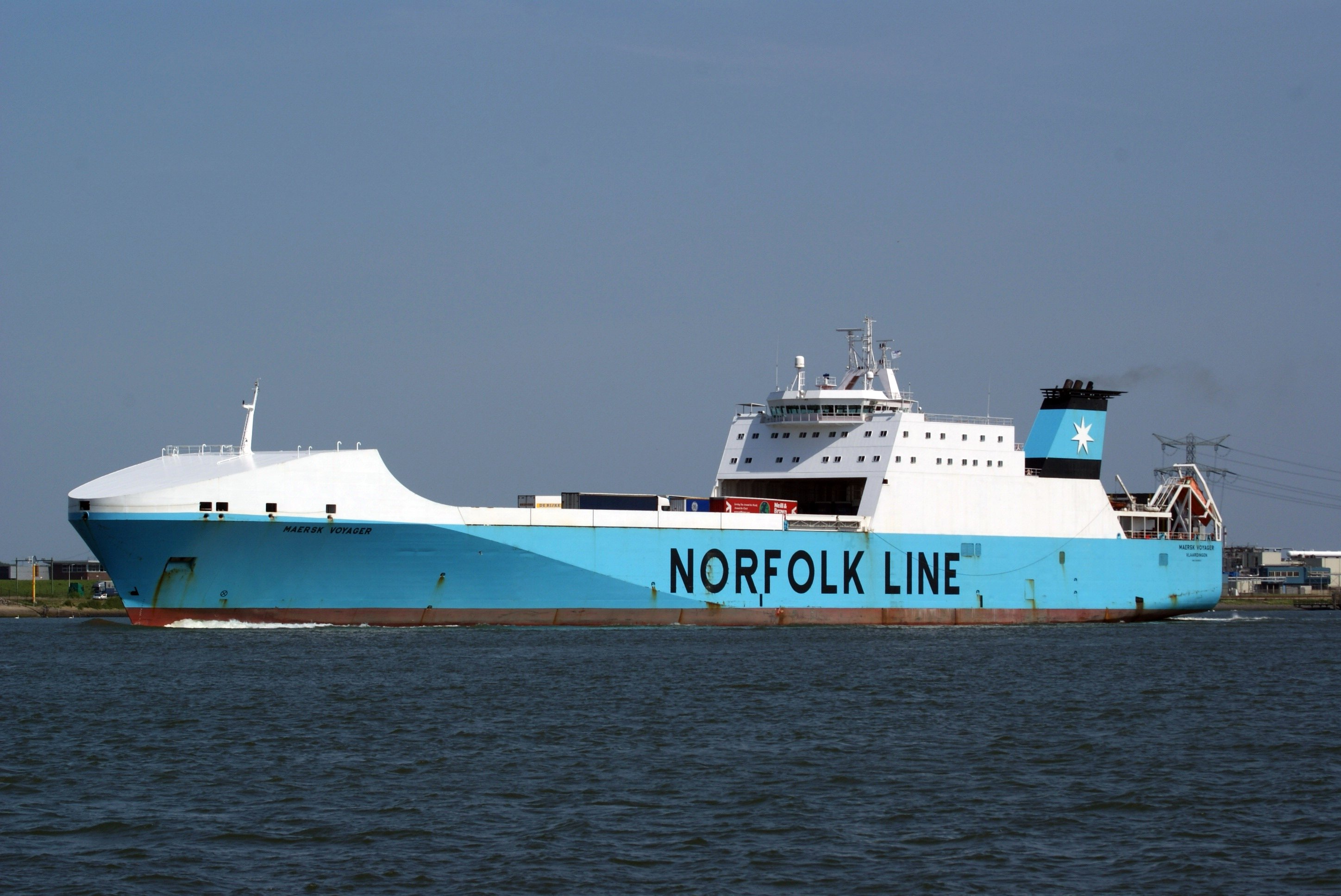
Il Maersk Voyager in navigazione nel 2009.

Il 1 dicembre 2009 viene venduto alla tunisina CoTuNav insieme al gemello Maersk Vlaardingen, terminando il servizio per Maersk-Norfolkline nel marzo successivo nel porto di Vlissingen e ribattezzato Elyssa. Il 28 marzo 2010 parte da Vlissingen per Rades e prende servizio sulla Tunisi-Genova-Rades-Marsiglia.

## Navi gemelle
- Amilcar
- Gallipoli Seaways
- Adriyatik
- Cappadocia Seaways
- Olympos Seaways